# قلمرو سیلان
بین سال‌های ۱۹۴۸ و ۱۹۷۲، سیلان یک کشور مستقل در کشورهای مشترک المنافع بود که پادشاهی مشترکی با سایر قلمروهای مشترک المنافع داشت. در سال ۱۹۴۸، مستعمره سیلان بریتانیا به عنوان سیلان استقلال یافت. در سال ۱۹۷۲، این کشور به یک جمهوری در داخل کشورهای مشترک‌المنافع تبدیل شد و نام آن به سری‌لانکا تغییر یافت.

## دولت و سیاست
قانون اساسی سیلان یک دموکراسی پارلمانی با یک قوه مقننه دو مجلسی متشکل از یک مجلس سنا و یک مجلس نمایندگان ایجاد کرد، که مجلس منتخب مردم به‌طور غیرمستقیم سنا را نامگذاری کرد. رئیس کشور پادشاه بریتانیا بود که توسط فرماندار کل در کشور نمایندگی می‌شد. رئیس دولت نخست‌وزیر بود، او و کابینه اش از بزرگ‌ترین حزب سیاسی در مجلس قانونگذاری تشکیل می‌شدند.
در ابتدا حزب برجسته، UNP (حزب متحد ملی) بود. در اولین انتخابات پارلمانی، حزب متحد ملی ۴۲ کرسی از ۹۵ کرسی موجود را به دست آورد و در سال ۱۹۵۲ نیز در انتخابات پیروز شد. هنگامی که اولین نخست‌وزیر، دون سنانایکه، بر اثر سکته درگذشت، پسرش دادلی سنانایکه، وزیر کشاورزی، به عنوان نخست‌وزیر منصوب شد. در سال ۱۹۵۶، حزب سوسیالیست رادیکال SLFP (حزب آزادی سریلانکا) در انتخابات پیروز شد و سولومون بندرانایکه قدرت را به دست گرفت. او در سال ۱۹۵۹ توسط یک راهب بودایی ترور شد و بیوه‌اش سیریماو جانشین او به عنوان رهبر SLFP شد. او تا سال ۱۹۷۷، با دو استثنا در سال‌های ۱۹۶۰ و ۱۹۶۵ تا ۱۹۷۰، زمانی که UNP قدرت را در دست داشت، سمت خود را حفظ کرد. در طول حکومت خود، او یک برنامه اقتصادی رادیکال ملی کردن و اصلاحات ارضی، یک سیاست آموزشی و استخدامی طرفدار سینهالی و یک سیاست خارجی مستقل را به عنوان بخشی از جنبش غیرمتعهد اجرا کرد.
در سال ۱۹۴۸، زمانی که سیلان از بریتانیا استقلال یافت، فرماندار با یک فرماندار کل جایگزین شد. فرماندار کل نه در برابر لندن، بلکه در برابر پادشاه سیلان، دولت محلی و پارلمان محلی مسئول بود. این نقش عموماً تشریفاتی بود، اما با «اختیارات ذخیره» ولیعهد که به فرماندار کل این اجازه را می‌داد تا نخست‌وزیر را برکنار کند (با چنین قدرتی، فرماندار کل باید به‌عنوان یک مقام مسئول غیرسیاسی در نقش «داور» دولت با استفاده از قانون اساسی ملی به عنوان «آیین‌نامه» عمل می‌کرد).
ملکه الیزابت دوم در سوگند تاجگذاری خود قول داد که مردم سیلان را طبق قوانین و آداب و رسوم مربوطه خود اداره کند.

### فهرست سران کشور
از سال ۱۹۴۸ تا ۱۹۷۲ رئیس کشور سیلان همان شخص پادشاه بریتانیا بود. فرماندار کل سیلان وظایف رئیس دولت را انجام می‌داد.

#### پادشاهان
| پادشاهان سیلان، ۱۹۴۸–۱۹۷۲ |             |                |                             |              |                            |                       |               |
| تصویر                     | نام         | تولد           | سلطنت                       | مرگ          | همسر                       | رابطه با پیشین        | خاندان سلطنتی |
|                           | جرج ششم     | ۱۴ دسامبر ۱۸۹۵ | ۴ فوریه ۱۹۴۸ – ۶ فوریه ۱۹۵۲ | ۶ فوریه ۱۹۵۲ | ملکه الیزابت               | هیچ (موقعیت ایجاد شد) | وینزر         |
|                           | الیزابت دوم | ۲۱ آوریل ۱۹۲۶  | ۶ فوریه ۱۹۵۲ – ۲۲ مه ۱۹۷۲   | زنده         | شاهزاده فیلیپ، دوک ادینبرو | دختر جرج ششم          | وینزر         |

#### فرمانداران کل
| تصویر                          | نام (تولد – مرگ)                    | شروع اداره    | ترک اداره     | منصوب کننده |
| ------------------------------ | ----------------------------------- | ------------- | ------------- | ----------- |
| فرمانداران کل سیلان، ۱۹۴۸–۱۹۷۲ |                                     |               |               |             |
|                                | سر هنری مونک-میسون مور (۱۸۸۷–۱۹۶۴)  | ۴ فوریه ۱۹۴۸  | ۶ ژوئیه ۱۹۴۹  | جرج ششم     |
|                                | هروالد رامسبوتام (۱۸۸۷–۱۹۹۱)        | ۶ ژوئیه ۱۹۴۹  | ۱۹۵۳          | جرج ششم     |
| الیزابت دوم                    | هروالد رامسبوتام (۱۸۸۷–۱۹۹۱)        | ۶ ژوئیه ۱۹۴۹  | ۱۹۵۳          |             |
|                                | قاضی آرتور ویجواردنا (۱۸۸۷–۱۹۶۴)    | ۱۹۵۳          | ۱۹۵۳          |             |
|                                | هروالد رامسبوتام (۱۸۸۷–۱۹۷۱)        | ۱۹۵۳          | ۱۹۵۴          |             |
|                                | قاضی سی ناگالینگام (۱۸۹۳–۱۹۵۸)      | ۱۹۵۴          | ۱۹۵۴          |             |
|                                | هروالد رامسبوتام (۱۸۸۷–۱۹۷۱)        | ۱۹۵۴          | ۱۷ ژوئیه ۱۹۵۴ |             |
|                                | سر الیور ارنست گونتیلکه (۱۸۹۲–۱۹۷۸) | ۱۷ ژوئیه ۱۹۵۴ | ۲ مارس ۱۹۶۲   |             |
|                                | ویلیام گوپالاوا (۱۸۹۷–۱۹۸۱)         | ۲ مارس ۱۹۶۲   | ۲۲ مه ۱۹۷۲    |             |

### چالش‌ها و مسائل
دولت سیلان مشکلات متعددی داشت، مهم‌ترین آنها این بود که دولت تنها بخش کوچکی از جمعیت، عمدتاً ثروتمند و گروه‌های نخبه تحصیل کرده انگلیسی را نمایندگی می‌کرد. اکثریت سینهالی‌ها و تامیل‌ها با ارزش‌ها و ایده‌های طبقه بالا اشتراکی نداشتند، و این اغلب به شورش منجر می‌شد.